# ČT3
ČT3 est une chaîne de télévision généraliste thématique publique tchèque. Créée en 2020 au cours de la pandémie de Covid-19, sa programmation est principalement à destination d'un public âgé. Elle est retransmise de 9 heures à 17h25, sur les moyens de diffusion numérique, satellite et câble.

## Histoire de la chaîne
L'origine de ČT3 remonte au troisième canal de diffusion de la Télévision tchécoslovaque : il est initialement utilisé pour la radiodiffusion soviétique. Au début des années 1990, la République fédérale divise le canal en deux nouvelles stations. Le 14 mai 1990, la chaine « OK3 » commence à émettre en territoire tchèque et le 6 juin 1991, « TA3 » fait de même du côté slovaque.
Les programmes de la chaîne contiennent alors principalement des émissions d'informations de plusieurs diffuseurs étrangers tels que l'américain CNN, l'allemand RTL Television qui s'appelait alors RTL Plus, l'italien Rai, le français TV5 Monde et France 24, ou encore le russe RIA Novosti. En plus des sessions d'information, des séries et programmes issus des diffuseurs précités sont diffusées ainsi que des rediffusions de programmes des autres chaînes publiques tchèques. Des retransmissions sportives issus de TV Sport (l'ancêtre d'Eurosport), des programmes musicaux de MCM Euromusique ainsi que des programmes culturels de La Sept (future Arte) complètent la programmation.
À la suite de la dissolution de la Tchécoslovaquie, la chaîne « OK3 » est renommée « ČT3 » le 1er janvier 1993, en même temps que les autres chaînes publiques, « F1 » devenant ČT1 tandis que « ČTV » se transforme en ČT2.
Le 4 février 1994, ČT3 disparait en conséquence de sa reprise par sa consœur ČT2, ČT3 devant libérer sa fréquence pour la nouvelle chaîne de télévision commerciale nationale tchèque TV Nova, qui commence à retransmettre.
En mars 2020, le groupe audiovisuel public tchèque Česká televize, annonce la renaissance de la chaîne de télévision sous le nom ČT3, avec une programmation différente. Selon le groupe, les personnes âgées qui constituent le groupe le plus vulnérable lors de la pandémie de COVID-19 devant rester confinées chez eux, la télévision publique souhaite leur proposer une émission de télévision adaptée à leurs besoins. En raison de la situation extraordinaire, CT cesse de produire la plupart des programmes actuels et envisage d'utiliser ces fonds pour créer une nouvelle chaîne. Les télédiffuseurs ayant été radiés par la télévision tchèque en 2005 sont également revenus pour le lancement de ce troisième canal.
La diffusion de ČT3 débute le 23 mars 2020 à 9 heures avec une nouvelle émission « Život na třetí », un magazine de mode de vie dédiée aux séniors.

## Identité visuelle

### Logos

Logo de ČT3 du 23 mars 2020 au 31 décembre 2022.

## Programmes
ČT3 propose des rediffusions d'archives de la télévision tchèque ainsi que des de magazines thématiques et d'un service d'information de base. 
Différentes anciennes séries sont diffusées telles que Byli jednou dva písaři (Il était une fois deux dactylographes) créée en 1972, Dynastie Novákůla (dynastie Novak) en 1982, Eliška a její rod  (Eliška et sa famille) en 1966, Nemocnice na kraji města (Hôpital à la périphérie) en 1978 et Rozpaky kuchaře Svatopluka (Embarras du chef Svatopluk) en 1985. 
Des programmes de musique et de divertissement sont également visionnables sur la chaîne.